# Cattleya gloedeniana
Cattleya gloedeniana é uma espécie de planta do gênero Cattleya e da família Orchidaceae.
Pertence a Cattleya série Parviflorae. Esta é uma das únicas espécies da seção que ocorre próximo do mar em baixa altitude. As plantas são geralmente atarracadas com pseudobulbos curtos como a prancha da descrição original, porém em cultivo os pseudobulbos de alongam e ficam quase cilíndricos. A haste é muito longa e a floração ocorre no verão.

## Taxonomia
A espécie foi descrita em 2008 por Cássio van den Berg.
Os seguintes sinônimos já foram catalogados:
- Laelia gloedeniana Hoehne
- Hoffmannseggella gloedeniana (Hoehne) Chiron & V.P.Castro
- Sophronitis gloedeniana (Hoehne) Van den Berg & M.W.Chase

## Forma de vida
É uma espécie rupícola e herbácea.

## Descrição
Esta espécie tem várias caraterísticas que se sobrepõe com Cattleya vasconcelosiana, tais como as flores laxas na inflorescência, folhas elípticas, flores amarelas, porém nessa última os pseudobulbos são mais curtos e dilatados, além de ser uma planta de altitude com flores de um tom mais claro, e com estrias no labelo.
| Caule                                                | Caule                            |
| ---------------------------------------------------- | -------------------------------- |
| planta                                               | cespitosa                        |
| número de entrenó do rizoma                          | desconhecido                     |
| Folha                                                |                                  |
| número                                               | 1                                |
| forma                                                | elíptica/elíptico lanceolada     |
| Inflorescência                                       |                                  |
| inflorescência em pseudobulbo diferenciado sem folha | não                              |
| bráctea - espataceo                                  | simples                          |
| número de flores                                     | 4/5/6/7                          |
| Flor                                                 |                                  |
| cor das pétalas e sépalas                            | amarelo forte/laranja amarelado  |
| forma do labelo                                      | trilobado                        |
| cor do lobo mediano do labelo                        | amarelo escuro/laranja amarelado |
| cor dos lobos laterais do labelo                     | amarelo escuro/laranja amarelado |

## Conservação
A espécie faz parte da Lista Vermelha das espécies ameaçadas do estado do Espírito Santo, no sudeste do Brasil. A lista foi publicada em 13 de junho de 2005 por intermédio do decreto estadual nº 1.499-R.

## Distribuição
A espécie é encontrada no estado brasileiro do Espírito Santo. 
A espécie é encontrada no domínio fitogeográfico de Mata Atlântica, em regiões com vegetação sobre afloramentos rochosos.